# فرانچسکا هیلتون
فرانچسکا هیلتون (انگلیسی: Francesca Hilton؛ ‏ ۱۰ مارس ۱۹۴۷ – ۵ ژانویهٔ ۲۰۱۵) بازیگر، عکاس، کمدین اهل ایالات متحده آمریکا بود. یک ماه قبل از مرگش در سال ۲۰۱۵، او چنان فقیر شده بود که در آپارتمان‌های اجاره‌ای هفتگی و در ماشینش زندگی می‌کرد.
از فیلم‌ها یا مجموعه‌های تلویزیونی که وی در آن‌ها نقش داشته‌است، می‌توان به یک جای امن اشاره نمود.